# Interamnia (planetoïde)
(704) Interamnia is een planetoïde in een baan om de zon, in het buitenste deel van de planetoïdengordel tussen de banen van de planeten Mars en Jupiter. Ze is een bijzonder grote planetoïde met een diameter van gemiddeld ongeveer 327 kilometer. Ze heeft een vrij elliptische baan die zich geheel in de planetoïdengordel bevindt: het perihelium is 2,606 AE, de gemiddelde afstand tot de zon 3,063 AE en het aphelium 3,519 AE. De baan helt met meer dan 17° sterk ten opzichte van de ecliptica.

## Ontdekking en naamgeving
Interamnia werd op 2 oktober 1910 ontdekt door de Italiaanse astronoom Vicenzo Cerulli in het observatorium van de stad Teramo. Het was Cerulli’s enige ontdekking van een nieuwe planetoïde.
Interamnia is genoemd naar de Latijnse naam voor Teramo.

## Eigenschappen

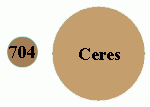
Vergelijking in grootte tussen (1) Ceres en (704) Interamnia

Interamnia wordt door spectraalanalyse ingedeeld bij de F-type planetoïden. F-type planetoïden hebben een relatief laag albedo (en daarom een donker oppervlak) en zijn rijk in organische verbindingen, maar arm in waterhoudende mineralen.
Uit een sterbedekking in 2003 is afgeleid dat Interamnia de vorm van een ellipsoïde met afmetingen van 350x304 km moet hebben. Interamnia draait in 8,727 uur om haar eigen as.
Interamnia is waarschijnlijk het op vier na zwaarste object in de planetoïdengordel, na (1) Ceres, (2) Pallas, (4) Vesta en (10) Hygiea. Mogelijk heeft ook de planetoïde (511) Davida een iets grotere massa dan Interamnia. Interamnia heeft waarschijnlijk een voor een planetoïde opvallend hoge dichtheid.
Bij Interamnia zijn geen maantjes ontdekt.